# Geografía de Zimbabue
Zimbabue se encuentra situado en el África Austral limitado al oeste por Botsuana, al norte por Zambia, al este y al noroeste por Mozambique y al sur por Sudáfrica.
Zimbabue es una nación compacta sin salida al mar. La extensión aproximada del territorio es de 390.580 km². La capital es Harare, también llamada Salisbury. La independencia de Zimbabue no fue reconocida hasta 1980. Robert Mugabe se ha mantenido en el poder desde entonces hasta 2017. 
Todo el territorio se encuentra por encima de 300 m de altitud, pero en la unión de los ríos Runde y Save, en la frontera con Mozambique, la altitud desciende a 162 m. Su principal característica geográfica es una cordillera de 650 km que recorre el país de sudoeste a nordeste, desde Plumtree, en la frontera con Botsuana, hasta el monte Nyangani, de 2.592 m, en la frontera con Mozambique. Todos los ríos están condicionados por esta divisoria.

## Orografía

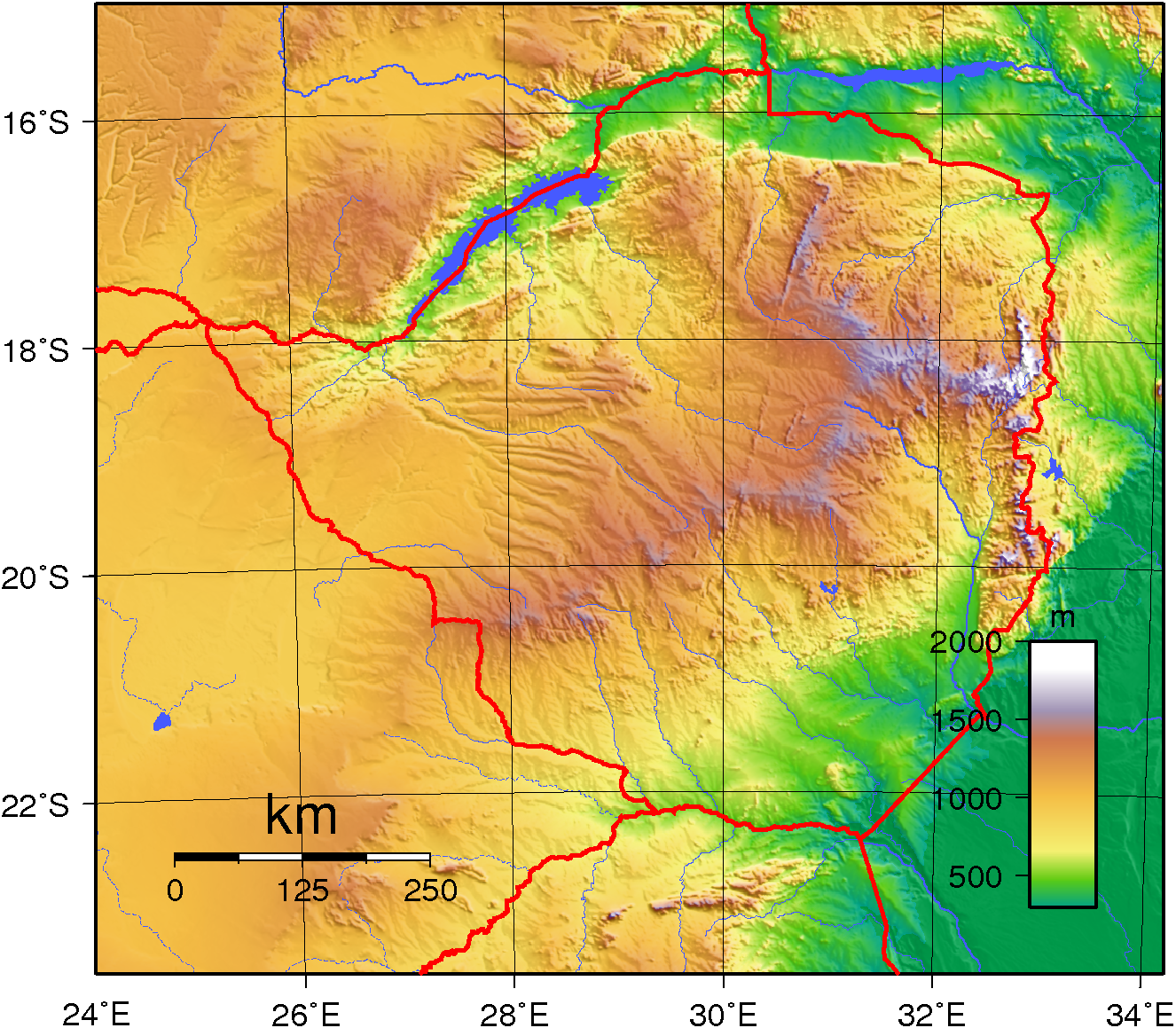
Geografía de Zimbabue.

Su relieve está compuesto por dos amplias mesetas: la oriental, Mashonalandia, que desciende hacia el valle del Zambeze bajando hasta los 200 m, y la occidental, Matabelelandia, que lo hace hacia la depresión de Botsuana. En el este el relieve se vuelve montañoso con, los montes Inyanga alcanzan los 2593 m de altitud en el monte Inyangani van de norte a sur, otro pico importante es el monte Dombo con 2008 m.
Una formación geológica llamativa es el Gran dique, formación de origen volcánico que recorre el centro de país en dirección noroeste-sureste y donde se encuentra los principales yacimientos minerales.

## Hidrografía
Su sistema fluvial está compuesta por los ríos Zambeze que forma la frontera con Zambia, el Limpopo que marca la frontera con Sudáfrica, Sabi, Lundi, Nuanetsi, Bembezi y Angwa. Los lagos más importantes son el Kariba, que es una presa en el río Zambeze y el Kyle.

## Clima
El clima es tropical seco, con temperaturas templadas gracias a la altitud del país aunque en algunas poblaciones durante la noche en la estación seca son frecuentes las heladas. La temperatura media es de 15,6 °C en julio y de 21,1 °C en enero. La estación seca va de mayo a octubre. Las lluvias hacen su aparición de noviembre a marzo aunque resultan especialmente lluviosos los meses de enero y febrero. La precipitación media en la parte más alta de las mesetas es de 890 mm y las de menor altura de 610 mm.

## Medio ambiente
El tipo de vegetación predominante en el país es el de la sabana arbórea, los bosques húmedos solo se encuentra en las zonas cercanas a los grandes ríos y lagos, hacia el oeste el entorno se va haciendo cada vez más árido. La fauna también es muy diversa incluye babuinos, cocodrilos, hipopótamos, elefantes, cebras, jirafas, leones, hienas, antílopes y los escasos rinocerontes.

### Tipos de vegetación
El bioma dominante es la sabana arbolada, con diferentes especies arbóreas según las zonas. WWF divide el territorio de Zimbabue en siete ecorregiones:[cita requerida]
- Sabana arbolada de teca del Zambeze (oeste)
- Sabana arbolada del Kalahari (oeste)
- Sabana arbolada de mopane del Zambeze (norte y sur)
- Sabana arbolada de miombo meridional (centro)
- Sabana arbolada de África austral (suroeste)
- Mosaico montano de selva y pradera de Zimbabue oriental (este)
- Selva mosaico costera de Inhambane (algunos enclaves en las estribaciones de las montañas del este)

## Áreas protegidas de Zimbabue

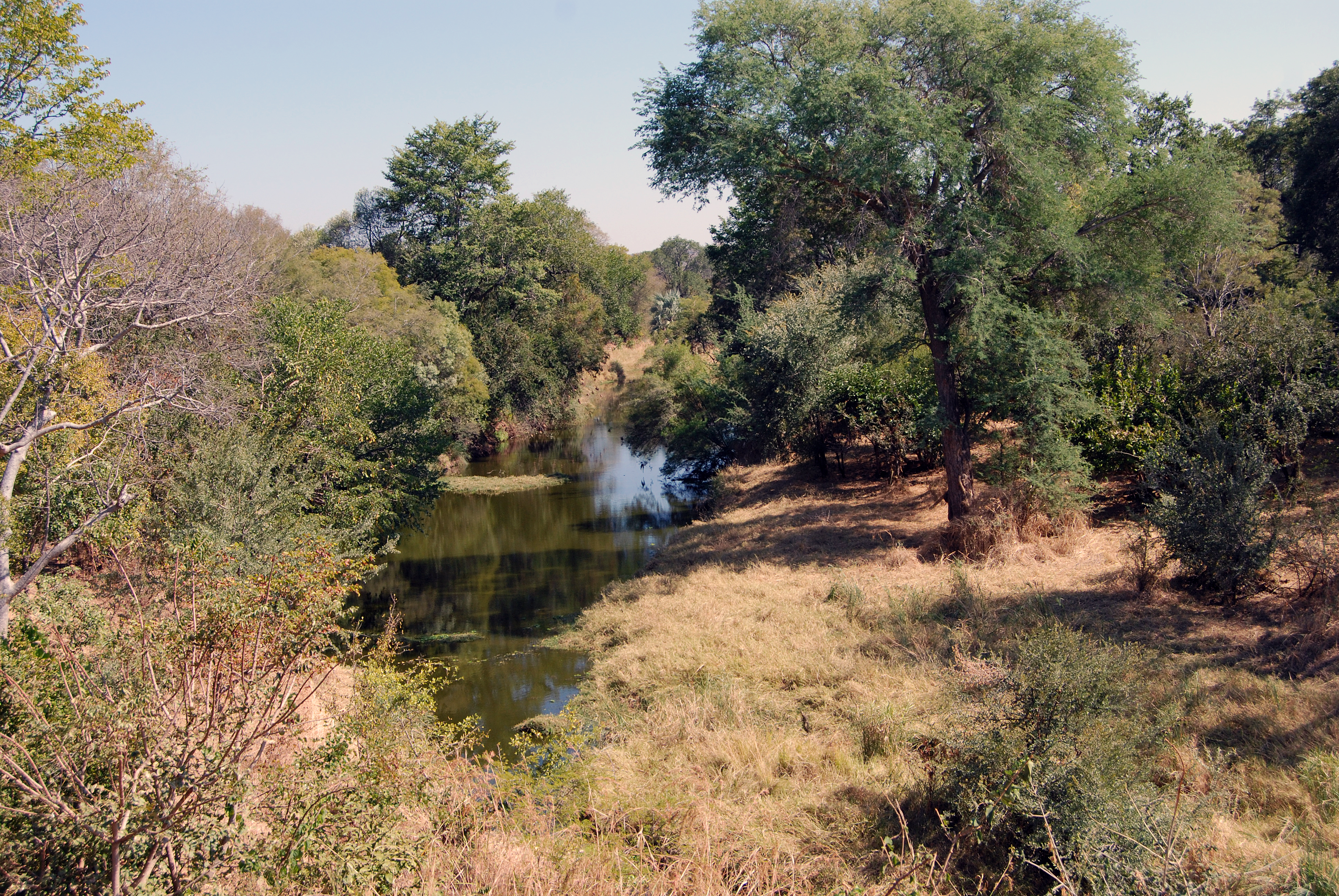
Parque nacional del Zambeze, cerca de las cataratas Victoria.

Según la IUCN, en Zimbabue hay 232 zonas protegidas, unos 106.838 km², el 27,21 % del territorio del país, 392.573 km². De estas, 11 son parques nacionales, 1 es una reserva natural, 1 es un áreas de vida silvestre, 1 es un monumento nacional, 9 son parques recreativos, 16 son áreas safari, 10 son santuarios, 6 son bosques protegidos, 104 son áreas de gestión de la naturaleza, 14 son reservas botánicas, 43 son bosques estatales y 3 son jardines botánicos.

### Parques nacionales
Zimbabue es uno de los países africanos pioneros en materia de conservación, cerca del 7,9 % de la superficie esta protegida por parques nacionales.
- Parque nacional de Kazuma Pan
- Parque nacional del Zambeze
- Parque nacional de Kennemerland del Sur
- Parque nacional Hwange
- Parque nacional de Chizarira
- Parque nacional de Matusadona
- Parque nacional de Mana Pools y áreas de safari de Sapi y de Chewore
- Parque nacional de Gonarezhou
- Parque nacional de Nyanga
- Parque nacional de las Cataratas Victoria
- Parque nacional de Chimanimani

## Datos estadísticos
Situación:
En Sur de África entre Sudáfrica y la Zambia.
Coordenadas geográficas:
20°00′S 30°00′E / -20.000, 30.000
Referencias de mapa:
África
Superficie:

total:
390.580 km²

tierra:
386.670 km²

agua:
3.910 km²
Fronteras terrestres:
3.066 km
Países fronterizos:

Botsuana 
813 km

Mozambique
1.231 km

Sudáfrica
225 km

Zambia
797 km

Clima:
tropical;moderado por la altitud; estación lluviosa (noviembre a marzo) 
Terreno
Mayor parte una alta meseta con una meseta central todavía más alta (veld alto); montañas al este 
Extremos de altitud:

el punto más bajo:
Unión de los ríos Runde y Save 162 m

el punto más alto:
Inyangani 2.592 m
Recursos naturales:
Carbón, menas del cromo, asbestos, oro, níquel, cobre, menas del hierro, vanadio, litio, hierro, platino 
Uso de la tierra:

tierra cultivable:
8,32 %

cultivos permanentes:
0,34 %

otros:
91,34 % (2001)
Tierra irrigada:
1.170 km² (1998 est)
Amenazas naturales
Sequías recurrentes; Inundaciones y las fuertes tormentas son raras
Medio ambiente– temas actuales:.
Deforestación; erosión del suelo; degradación de la tierra; contaminación del aire y del agua; los rinocerontes negros –que una vez fueron muy numerosos, han disminuido fuertemente debido a la caza furtiva-; las acciones descuidadas en la minería han llevado a la contaminación por metales pesados y desechos tóxicos.
Medio ambiente– acuerdos internacionales:.
Firmados y ratificados: biodiversidad, cambios climáticos, especies en peligro de extinción, leyes del mar y capa de ozono.